# بطولة اتحاد غرب آسيا تحت 23 سنة 2023
بطولة اتحاد غرب آسيا تحت 23 سنة 2023 أو بطولة الوطني إيرثلنك غرب آسيا تحت ٢٣ لأسباب الرعاية، هي النسخة الرابعة من بطولة اتحاد غرب آسيا تحت 23 سنة، وهي بطولة دولية لمن هم تحت 23 سنة للدول الأعضاء في اتحاد غرب آسيا لكرة القدم. ستقام في العـراق في الفترة 12-20 حزيران/يونيو 2023، بمشاركة 9 مُنتخبات.

## الفرق

### المشاركون
شارك في البطولة كل منتخبات غرب آسيا، ماعدا منتخبات السعودية وقطر، فقد فضلوا المشاركة في بطولة موريس ريفيلو الدولية تحت 23 سنة او ماتعرف بإسم بطولة تولون الدولية، وشهدت البطولة ايضًا غياب منتخبات البحرين والكويت، فيما تمت دعوة منتخب إيران للمشاركة في البطولة.
| المنتخب                  | الظهور | آخر ظهور | أفضل أداء سابق  |
| ------------------------ | ------ | -------- | --------------- |
| العراق                   | الثاني | 2021     | نصف النهائي     |
| إيران                    | الثاني | 2022     | البطل           |
| الأردن                   | الثالث | 2022     | البطل           |
| لبنان                    | الثاني | 2022     | مرحلة المجموعات |
| عمان                     | الثالث | 2022     | مرحلة المجموعات |
| فلسطين                   | الثالث | 2022     | مرحلة المجموعات |
| سوريا                    | الثالث | 2022     | الوصيف          |
| الإمارات العربية المتحدة | الثالث | 2022     | مرحلة المجموعات |
| اليمن                    | الثالث | 2022     | نصف النهائي     |

## القرعة
جرت القرعة في يوم الخميس المصادف 25 أيار/مايو 2023 في العاصمة العمانية، مسقط عند الساعة الثالثة عصرًا (UTC+3).
| المجموعة الأولى | المجموعة الثانية | المجموعة الثالثة |
| --------------- | ---------------- | ---------------- |
| العراق          | فلسطين           | لبنان            |
| الإمارات        | إيران            | اليمن            |
| الأردن          | سوريا            | عمان             |

## التشكيلات
يجب أن يتكون كل فريق من 23 لاعبًا كحد أقصى مولودون في 1 كانون الثاني/يناير 2000 او بعده مع مراعاة وجود 3 منهم على الأقل كحراس مرمى.

## الملاعب
| بغداد                                                    | كربلاء             |
| -------------------------------------------------------- | ------------------ |
| ملعب المدينة                                             | ملعب كربلاء الدولي |
| السعة: 30,000                                            | السعة: 30,000      |
|                                                          |                    |
| بغدادكربلاءبطولة اتحاد غرب آسيا تحت 23 سنة 2023 (العراق) |                    |

## مرحلة المجموعات
يتأهل الفائزون بالمجموعات الثلاث وأفضل وصيف في المجموعات كلها إلى دور نصف النهائي.
جميع الأوقات حسب ت ع م+03:00.

### المجموعة الأولى
| فريق                     | لعب | ف | ت | خ | له | عليه | ف.أ | نقاط |
| ------------------------ | --- | - | - | - | -- | ---- | --- | ---- |
| العراق                   | 2   | 1 | 1 | 0 | 5  | 2    | 3+  | 4    |
| الأردن                   | 2   | 1 | 1 | 0 | 4  | 3    | 1+  | 4    |
| الإمارات العربية المتحدة | 2   | 0 | 0 | 2 | 1  | 5    | 4−  | 0    |

| العراق                  | 2–2 | الأردن                        |
| ----------------------- | --- | ----------------------------- |
| - حسن 19' - عبدالله 29' |     | - أبو النادي 22' (ركلة.)، 51' |

| الأردن                              | 2–1 | الإمارات العربية المتحدة |
| ----------------------------------- | --- | ------------------------ |
| - ابو شنب 82' - الحارثي 90' (هـ.ذ.) |     | - أبو النادي 44' (هـ.ذ.) |

| الإمارات العربية المتحدة | 0–3 | العراق                                 |
| ------------------------ | --- | -------------------------------------- |
|                          |     | - حسن 25' - عبد الله 73' - الموسوي 86' |

### المجموعة الثانية
| فريق   | لعب | ف | ت | خ | له | عليه | ف.أ | نقاط |
| ------ | --- | - | - | - | -- | ---- | --- | ---- |
| إيران  | 2   | 1 | 1 | 0 | 4  | 2    | 2+  | 4    |
| فلسطين | 2   | 1 | 1 | 0 | 2  | 1    | 1+  | 4    |
| سوريا  | 2   | 0 | 0 | 2 | 1  | 4    | 3−  | 0    |

| فلسطين         | 1–0 | سوريا |
| -------------- | --- | ----- |
| - حاج يوسف 37' |     |       |

| سوريا        | 1–3 | إيران                                       |
| ------------ | --- | ------------------------------------------- |
| - الأسود 45' |     | - سلماني 10'، 2+45' (ر.ج.) - شريعة زاده 16' |

| إيران            | 1–1 | فلسطين     |
| ---------------- | --- | ---------- |
| - سيد اريا 7+90' |     | - قنبر 62' |

### المجموعة الثالثة
| فريق  | لعب | ف | ت | خ | له | عليه | ف.أ | نقاط |
| ----- | --- | - | - | - | -- | ---- | --- | ---- |
| عمان  | 2   | 2 | 0 | 0 | 4  | 0    | 4+  | 6    |
| اليمن | 2   | 1 | 0 | 1 | 2  | 4    | 2−  | 3    |
| لبنان | 2   | 0 | 0 | 2 | 1  | 3    | 2−  | 0    |

| عمان               | 1–0 | لبنان |
| ------------------ | --- | ----- |
| - سالم 42' (ركلة.) |     |       |

| عمان                                                | 3–0 | اليمن |
| --------------------------------------------------- | --- | ----- |
| - الغطريفي 7' - الرواحي 53' (ركلة.) - الهدابي 2+90' |     |       |

| اليمن                    | 2–1 | لبنان      |
| ------------------------ | --- | ---------- |
| - الشرفي 54' - محروس 64' |     | - صادق 52' |

### ترتيب الفرق صاحبة المركز الثاني
يتأهل أفضل فريق وصيف من المجموعات الثلاث إلى دور نصف النهائي إلى جانب الفائزين بالمجموعات الثلاث.
| فريق   | لعب | ف | ت | خ | له | عليه | ف.أ | نقاط |
| ------ | --- | - | - | - | -- | ---- | --- | ---- |
| الأردن | 2   | 1 | 1 | 0 | 4  | 3    | 1+  | 4    |
| فلسطين | 2   | 1 | 1 | 0 | 2  | 1    | 1+  | 4    |
| اليمن  | 2   | 1 | 0 | 1 | 2  | 4    | 2−  | 3    |

## مرحلة خروج المغلوب

### المسار
|  | نصف النهائي                    | نصف النهائي |                                |       | النهائي | النهائي |
|  |                                |             |                                |       |         |         |
|  | 18 حزيران/يونيو – ملعب المدينة |             |                                |       |         |         |
|  |                                |             |                                |       |         |         |
|  | الأردن                         | 0 (3)       |                                |       |         |         |
|  | الأردن                         | 0 (3)       | 20 حزيران/يونيو – ملعب المدينة |       |         |         |
|  | إيران                          | 0 (4)       |                                |       |         |         |
|  | إيران                          | 0 (4)       | إيران                          | 1 (4) |         |         |
|  | 18 حزيران/يونيو – ملعب المدينة |             | إيران                          | 1 (4) |         |         |
|  |                                | العراق      | 1 (5)                          |       |         |         |
|  | العراق                         | العراق      | 1 (5)                          | 1     |         |         |
|  | العراق                         |             |                                | 1     |         |         |
|  | عمان                           | 0           |                                |       |         |         |
|  | عمان                           | 0           |                                |       |         |         |

### نصف النهائي

#### الأردن – إيران
| الأردن                                            | 0–0 | إيران                                    |
| ------------------------------------------------- | --- | ---------------------------------------- |
|                                                   |     |                                          |
| ركلات الترجيح                                     |     |                                          |
| - ذيابات - أبو النادي - الحاج - الشناينة - أبو طه | 3–4 | - سلماني - حزباوي - بفيه - قرباني - هاشم |

| الأردن | إيران |

#### العراق – عمان
| العراق                | 1–0 | عمان |
| --------------------- | --- | ---- |
| - الرواحي 53' (هـ.ذ.) |     |      |

| العراق | عمان |

### النهائي
| إيران                                       | 1–1 | العراق                                   |
| ------------------------------------------- | --- | ---------------------------------------- |
| - كودرزي 30'                                |     | - عبد الله 2+45'                         |
| ركلات الترجيح                               |     |                                          |
| - سلماني - فلاح - ايرانخواه - قرباني - هاشم | 4–5 | - محمد - تحسين - عبد الله - محمد - مكنزي |

| العراق | إيران |

## البطل
| بطل بطولة اتحاد غرب آسيا لكرة القدم تحت 23 سنة 2023 |
| --------------------------------------------------- |
| · العراق · للمرة الأولى                             |

## الإحصائيات

### الهدافون

#### 3 أهداف
حسين عبد الله

#### هدفان
بلند حسن 
 محمد أبو النادي 
 ياسين سلماني

#### هدف واحد
سليم سالم 
 خالد الغطريفي 
 ناصر الرواحي 
 أسامة الهدابي 
 أحمد شريعة زاده 
 سيد اريا 
 حسين كودرزي 
 جبران حاج يوسف 
 زيد قنبر 
 قاسم الشرفي 
 حمزة محروس 
 علي باسل الموسوي 
 فيصل أبو شنب 
 محمد الأسود 
 محمد صادق

### الجوائز
| أفضل لاعب  | الحذاء الذهبي | القفاز الذهبي |
| ---------- | ------------- | ------------- |
| منتظر محمد | حسين عبد الله | كميل سعد      |